# 古田古
古田 古（ふるた ふる、1961年4月29日 - ）は、日本の元お笑い芸人。本名は古田 勝浩（ふるた かつひろ）。

## 来歴・人物
- たけし軍団初期のメンバー。がっちりめで小太りな体型が特徴だった。
- 猪木監禁事件でマスコミに取り上げられた梶原一騎の物真似で『TVジョッキー』に出演し人気を博した。当時の芸名は「梶原四騎」。
- 「ふと、故郷の海が見たくなりました」と書いた手紙を残し、軍団を脱走したことがある。しかし、彼の故郷は海に面していなかった。
- 軍団入門当初から、浅草で暮らしていた。
- 師匠・ビートたけしより何度も破門を言い渡されては裏ビデオを手土産に出戻ることを繰り返していたが、裕福なたけしファンに恐喝まがいな行動を取った為に後輩であるキドカラー大道にバットで殴られ頭蓋骨を骨折。この事件は「川崎球場ノックバット事件」と称され、被告人（古田）不在のままビートたけしのオールナイトニッポンにて裁判が行われ、有罪判決を受け永久破門を言い渡された。
- その後1998年にたけし軍団の先輩のそのまんま東が謹慎した際、復帰まで元たけし軍団の誰なんだ吉武とともに、東の身の回りの世話をしていた。